# Spit Your Game
Spit Your Game è il quinto singolo postumo del rapper statunitense The Notorious B.I.G., pubblicato negli Stati Uniti nel 2006 dalla Bad Boy Records in collaborazione con l'Atlantic Records. Al brano, contenuto in Duets: The Final Chapter, collaborano Twista, Bone Thugs-N-Harmony e 8 Ball & MJG.
Spit Your Game è un remix del brano Notorious Thugs in cui collaborano Biggie Smalls e Bone Thugs-N-Armony, contenuto nell'album Life After Death.

## Video
Al video di Spit Your Game partecipano Layzie Bone, Wish Bone, Krayzie Bone, Twista, Eightball & MJG e Swizz Beatz, ed è girato in uno studio di registrazione.
Verso la fine del video della canzone 8 Ball e MJG ne cantano rispettivamente un verso. Questi ultimi versi sono stati piuttosto criticati perché ritenuti "incoerenti" ai canoni di velocità tenuti da Twista e Krayzie Bone, famosi soprattutto per la loro velocità linguistica, e, insomma, questi sarebbero troppo lenti in confronto a quelli precedenti.
Nel programma Making the Video di MTV si è annunciato che sarebbe stato l'ultimo video dedicato a The Notorious B.I.G., ed appaiono in piccoli cameo Yung Joc, Jody Breeze, Big Gee e Sleepy Brown.

## Tracce

### UK - CD: 1
1. Spit Your Game [Remix Edit] (ft. Twista, Eightball & MJG e Krayzie Bone)
2. Hold Ya Head [Main Version] (ft. Bob Marley)

### UK - CD: 2
1. Spit Your Game [Remix] (ft. Twista, Eightball & MJG e Bone Thugs-N-Harmony)
2. Real gangstaz [Main Version] (ft. Bob Marley)
3. Spit Your Game [MyTone - Personalized Ringtone]

### UK - 12" vinyl
1. Spit Your Game [Remix] (ft. Twista, Eightball & MJG & Bone Thugs-N-Harmony)
2. Spit Your Game [Instrumental Remix]
3. Hold Ya Head [Main Version] (ft. Bob Marley)
4. Hold Ya Head Strumentale

### Promo CD
1. Spit Your Game [Remix Edit] (ft. Twista, Eightball & MJG e Bone Thugs-N-Harmony)
2. Spit Your Game [Remix Instrumental]
3. Hold Ya Head [Amended Album Version] (ft. Bob Marley)
4. Hold Ya Head [Instrumental]